# Владимир Ярославич (князь галицкий)
Владимир Ярославич (1151 — 1199, Галич) — галицкий князь (1187—1188, 1189—1199), последний представитель рода Ростиславичей на галицком престоле. Единственный законный сын Ярослава Владимировича Осмомысла и Ольги, дочери князя ростово-суздальского и великого князя Киевского Юрия Долгорукого.

## Биография
В 1171 году Владимир бежал от отца в Польшу, оттуда попросил у Святослава Мстиславича город Червен, за что обещал вернуть Бужск после своего прихода к власти в Галиче.
В 1172 году в ходе нового внутриполитического противостояния вместе с матерью бежал от отца в Луцк, но отец с наёмным польским войском вторгся на Волынь и заставил Ярослава Изяславича прекратить покровительствовать Владимиру. Владимир был отправлен в Поросье к Михаилу Юрьевичу, оттуда к тестю в Чернигов, затем Владимира обменяли на захваченных в Киеве Давыдом Ростиславичем Всеволода Юрьевича и Ярополка Ростиславича, и отправили к отцу.
В 1182 году Владимир вновь бежал от отца на Волынь, но Роман Мстиславич не принял его, то же самое случилось в Дорогобуже у Ингваря Ярославича, затем Владимир проехал к Святополку Юрьевичу Туровскому, Давыду Смоленскому, своему дяде по матери Всеволоду Большое Гнездо и в итоге оказался в Путивле у своей сестры, бывшей замужем за Игорем Святославичем Новгород-Северским, жил там 2 года, а затем вернулся в Галич.
В 1187 году умер Ярослав Осмомысл, завещав галицкое княжение внебрачному младшему сыну Олегу (Настасьичу). При поддержке галицких бояр Владимиру удалось занять галицкий престол, однако он был изгнан по обвинениям, аналогичным обвинениям в адрес его отца. Академик Б. А. Рыбаков видит причину подобных инцидентов в том, что браки между князьями заключались в ознаменование военных союзов их родителей в довольно раннем возрасте, и когда князь становился самостоятельным правителем, расстановка сил была уже другой.
На место Владимира галичанами был приглашён Роман Мстиславич волынский. Владимир со второй женой и двумя их сыновьями был вынужден бежать в Венгрию, где заручился поддержкой венгерского короля Белы III. Тот вторгся в Галицкое княжество и, воспользовавшись выгодным соотношением сил, нарушил договор, заточил Владимира с семьёй и посадил на княжение сына Андраша. Владимир с семьёй всё-таки сумел сбежать из венгерского плена.
В его отсутствие Галичем пытались завладеть Ростислав Иванович (сын Ивана Берладника, отравлен венграми в 1188 году), а также сын киевского князя Глеб Святославич (с ведома венгерского короля), но безуспешно. Между тем Владимиру удалось бежать и добиться поддержки императора Священной Римской империи Фридриха I Барбароссы и поляков (при условии ежегодной выплаты 2000 гривен) и утвердиться на галицком престоле в начале 1189 года. После чего обратился к могущественному владимиро-суздальскому князю Всеволоду Большое Гнездо с просьбой о покровительстве. Всеволод согласился принять Владимира и взял клятву с других князей «Галича не искать под ним».
По смерти Владимира династия галицких Ростиславичей угасла. За галицкий престол впервые развернулась борьба между ветвями Рюриковичей, имевшими опору в других княжествах и имевшими возможность подавлять галицкое боярство. Это делал и Роман Мстиславич волынский, поначалу одержавший верх в борьбе с Ольговичами (и даже изгнавший их союзника Рюрика Ростиславича из Киева) и положивший начало объединённому Галицко-Волынскому княжеству. Это делали и Игоревичи (из Ольговичей), внуки Ярослава Осмомысла по матери, занявшие Галич после гибели Романа (1205) и затем казнённые сами боярами после венгерской интервенции (1211).

## Семья и дети
- 1-я жена — с 1167 года Болеслава, дочь Святослава Всеволодовича Киевского.
- 2-я жена — неизвестна по имени. В 1188 году князь отнял её у живого мужа, причём — попа, поэтому в летописях она именуется «попадьёй»[4]. Нежелание галицких бояр «кланяться попадье» послужило предлогом для их бунта и намерения её убить — уже после свадьбы её старшего сына с Феодорой, то есть по прошествии значительного времени[5].

Их дети (незаконные):
- Василько, с 1187—1188 женат на Феодоре, дочери Романа Мстиславича Волынского. Брак был непродолжителен, и Феодора вернулась к отцу, когда её муж, его родители и брат бежали в Венгрию.
- Владимир (Иван / Иоанн); точное имя неизвестно.

Судьба этих двух сыновей к моменту смерти их отца неизвестна, об их присутствии в этот момент в Галиче и претензиях на галицкий стол в источниках не говорится. Они оказались с отцом в венгерском плену, однако неясно, какова была их дальнейшая судьба после побега. Лишь папская грамота 1218 года, подтверждающая дарение монастырю в Венгрии, которая говорит о вкладчиках обители, упоминает неких «Basilica et Iohanne Blandemero», которые могут быть сыновьями галицкого князя Владимира.